# Malus prattii
Malus prattii är en rosväxtart som först beskrevs av William Botting Hemsley, och fick sitt nu gällande namn av Camillo Karl Schneider. Malus prattii ingår i släktet aplar, och familjen rosväxter. Utöver nominatformen finns också underarten M. p. glabrata.

## Bildgalleri

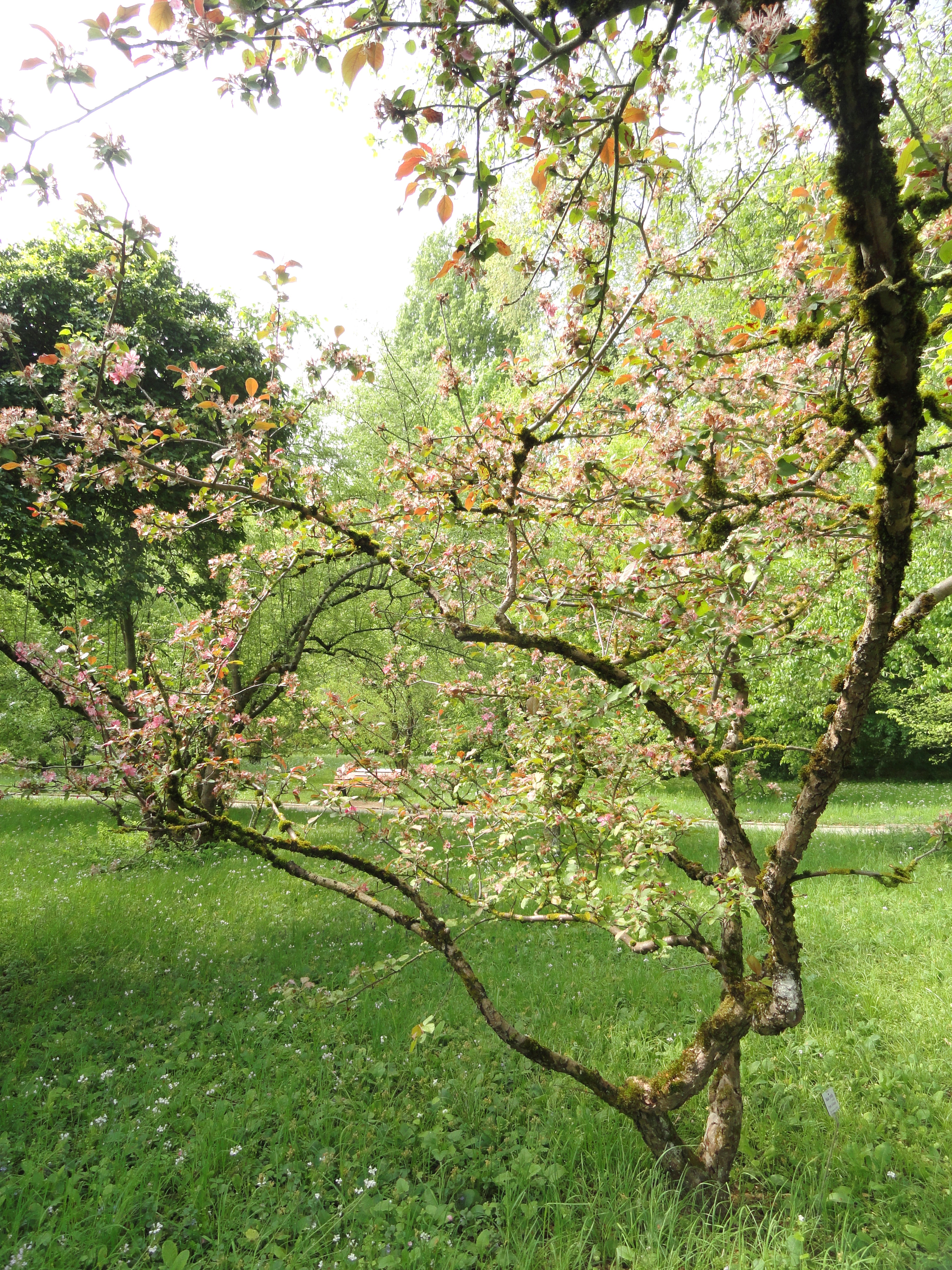
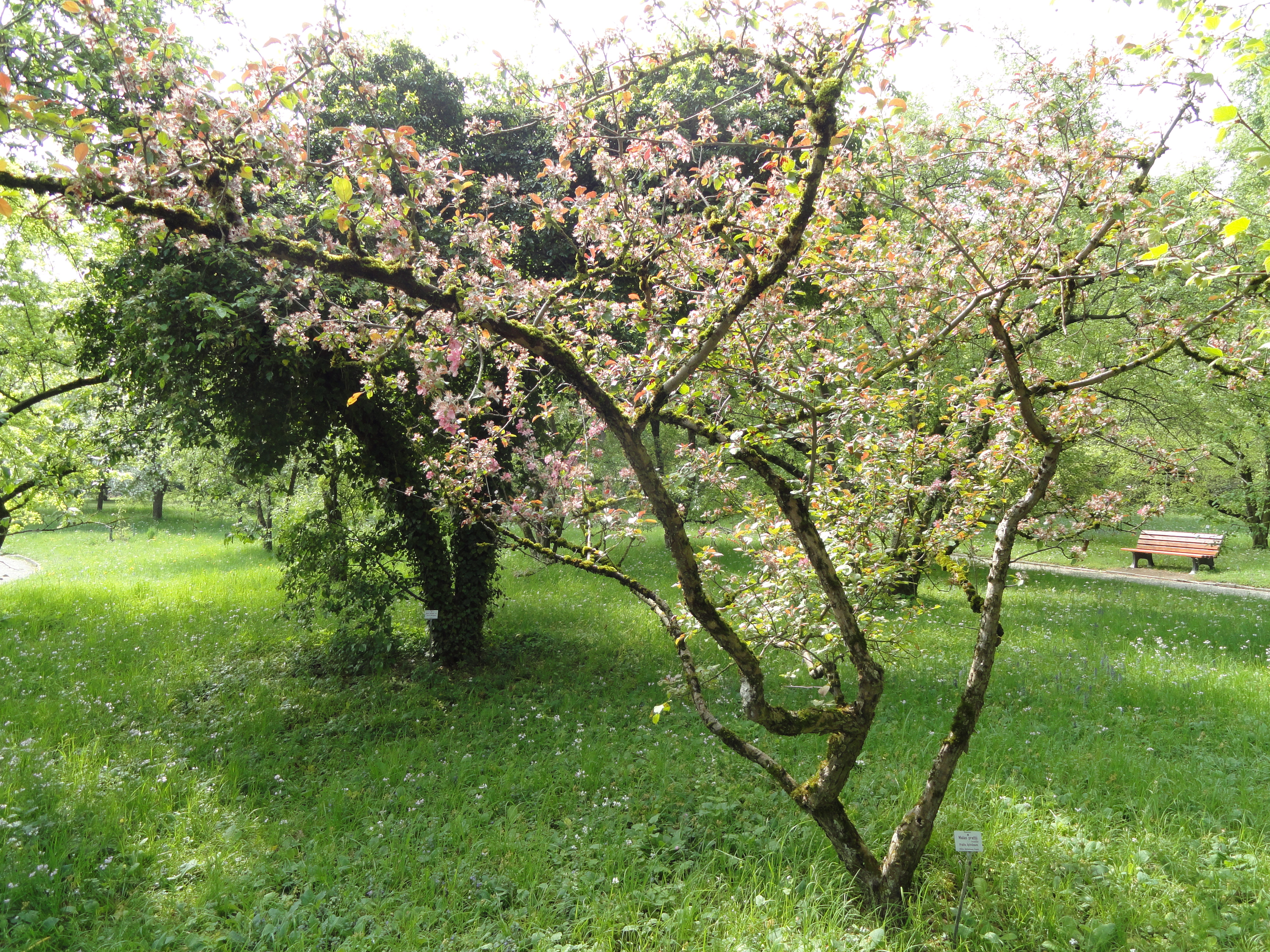
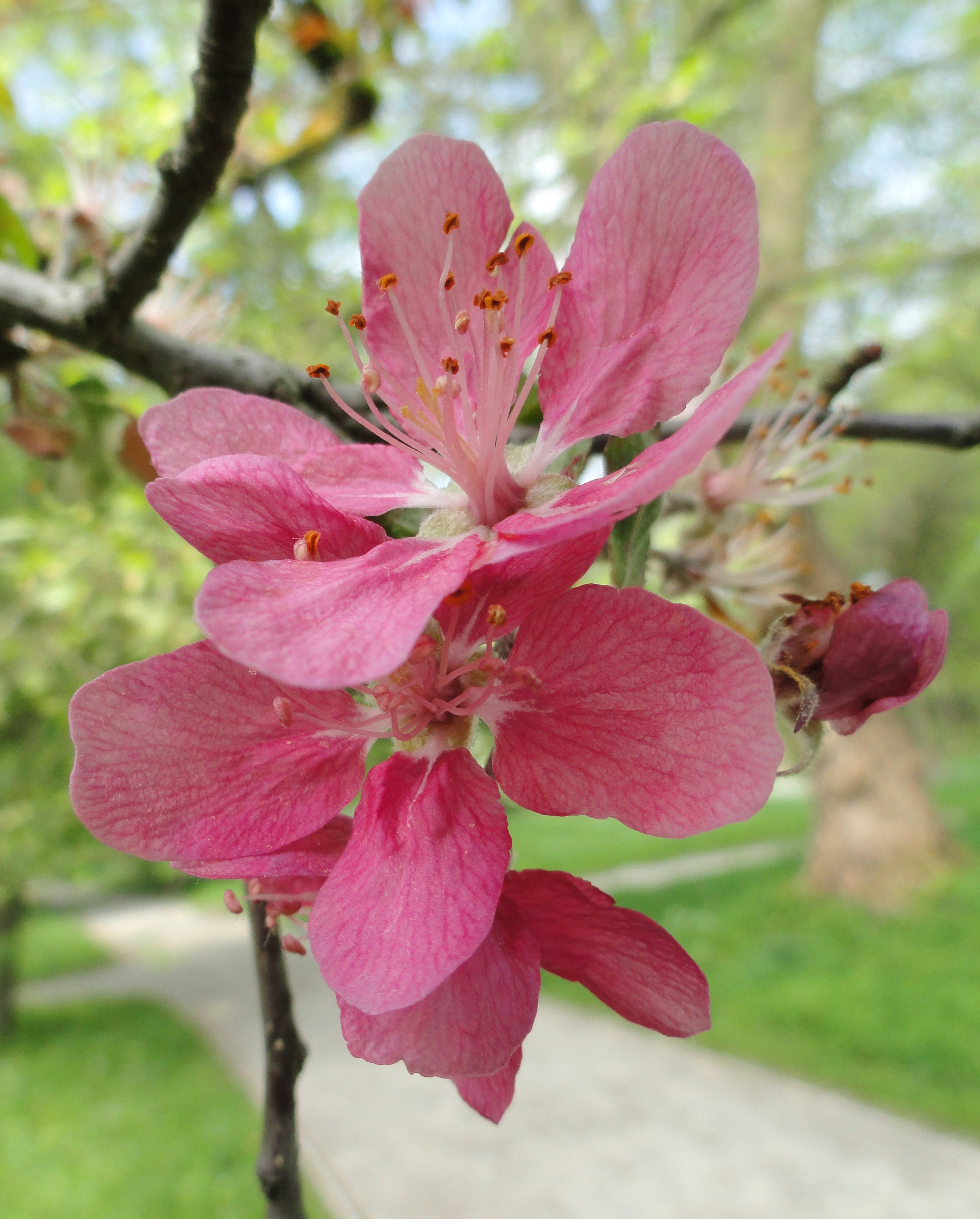
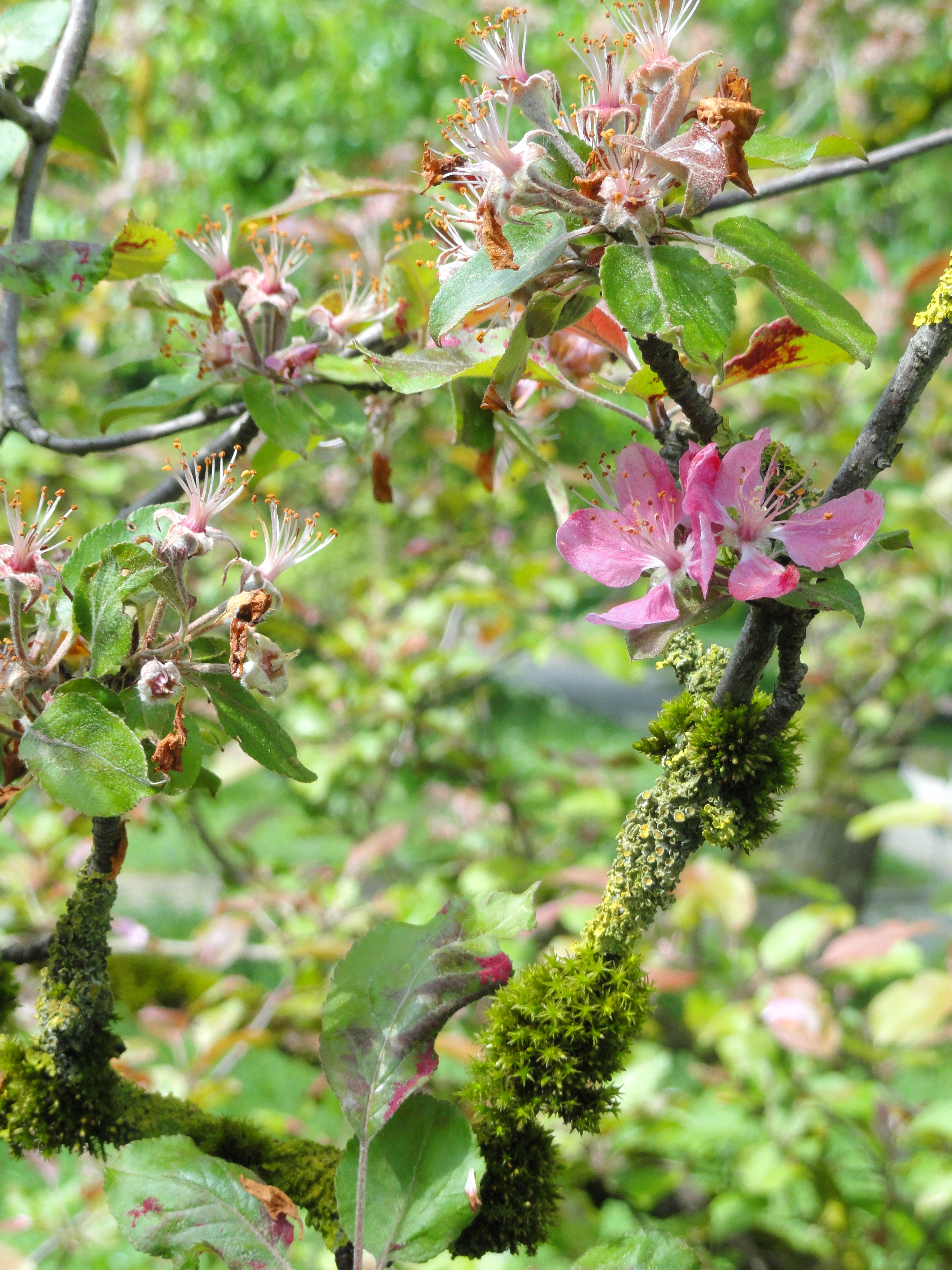
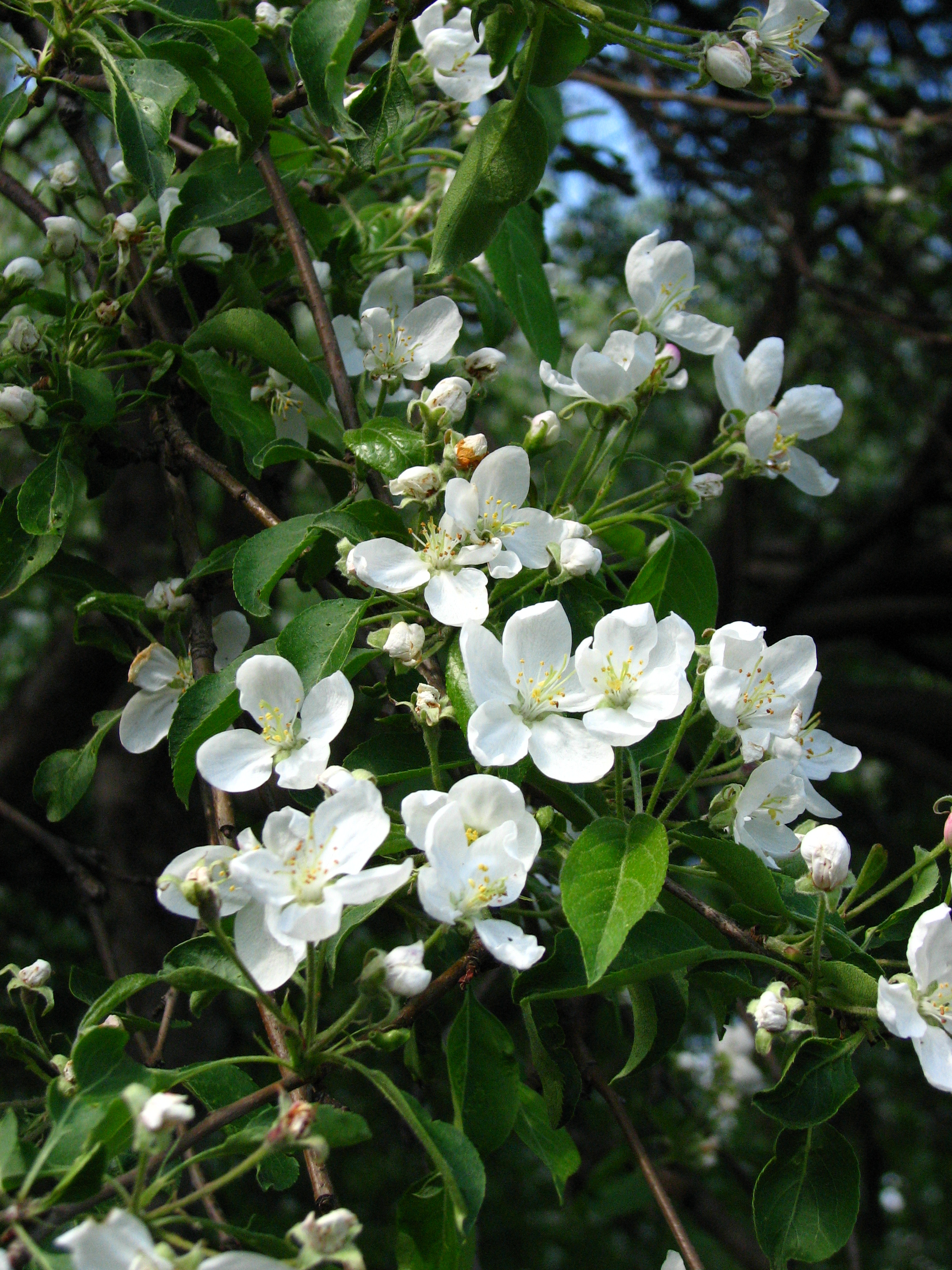